# Bilby de Páscoa
O Bilby de Páscoa (do inglês Easter Bilby) é um tipo de chocolate australiano, oferecido na Páscoa, como alternativa ao Coelhinho da Páscoa, buscando promover a conscientização sobre a proteção do Bilby (Macrotis lagotis), um marsupial nativo ameaçado de extinção.

## Origem

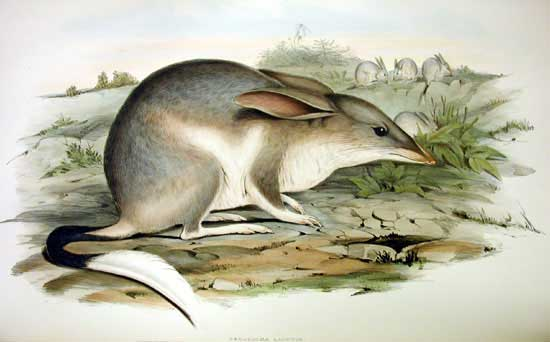
Um bilby, segundo ilustração de John Gould (1863).

Para arrecadar fundos e aumentar a conscientização sobre os esforços de preservação do Macrotis lagotis, bilbies de chocolate e produtos similares são vendidos em muitas lojas em toda a Austrália como uma alternativa ao coelhinho da Páscoa.
A primeira menção documentada do Bilby de Páscoa foi em março de 1968, quando Rose-Marie Dusting, de 9 anos, escreveu uma história chamada "Billy The Aussie Easter Bilby", publicada onze anos depois. A história ajudou a catalisar o interesse público pela proteção do bilby. Em 1991, Nicolas Newland, da Foundation for Rabbit-Free Australia, também desenvolveu a ideia do Bilby de Páscoa como uma ferramenta para aumentar a conscientização sobre os danos ambientais causados pelos coelhos selvagens, e para aumentar a conscientização sobre a proteção de um animal nativo.